# Piotr Paleczny

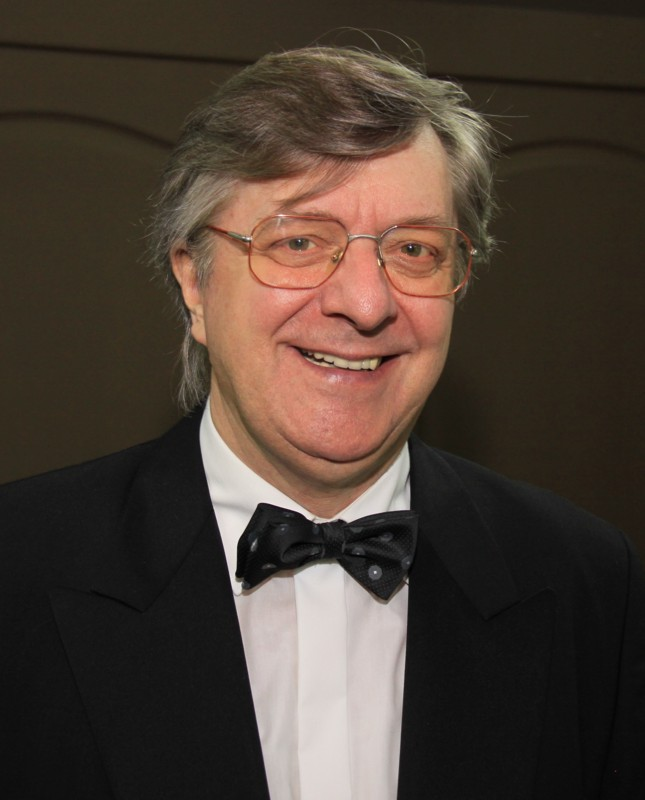
Piotr Paleczny 2009

Piotr Paleczny (* 10. Mai 1946 in Rybnik) ist ein polnischer Pianist und Preisträger vieler Pianowettbewerbe.
Seinen Klavierunterricht begann er 1953–1964 an der Staatlichen Musikschule in Rybnik. 1965–1970 studierte er an der Musikakademie Katowice, danach an der Staatlichen Hochschule für Musik (heute Fryderyk-Chopin-Universität für Musik) in Warschau bei Professor Jan Ekier (1913–2014).
Er nahm an vielen Klavierwettbewerben teil:
- Internationaler Klavierwettbewerb in Sofia (1968) – 1. Preis
- Internationaler Klavierwettbewerb in München (1969) – 3. Preis
- 8. Internationaler Chopin-Wettbewerb in Warschau (1970) – 3. Preis und Sonderpreis für die beste Polonaise-Aufführung
- Internationaler Klavierwettbewerb in Plewen (1972) – Goldmedaille
- Festival Junger Solisten in Bordeaux (1972) – Grand Prix und Goldmedaille

Im Zeitraum 1985–2010 war Paleczny sechsmal Jurymitglied des Internationalen Chopin-Wettbewerbs. Er war 1990 Jurymitglied beim Santander Paloma O’Shea Klavierwettbewerbs.
Seit 1993 bekleidet er den Posten des Künstlerischen Direktors des Internationalen Chopin-Festivals in Bad Reinerz.
1998 wurde er zum Professor an der Fryderyk-Chopin-Musikakademie (heute Fryderyk-Chopin-Universität für Musik) berufen.
Er trat in vielen Konzertsälen, u. a. in der Carnegie Hall in New York City, der Suntory Hall in Tokio, dem Teatro Colón in Buenos Aires, dem Gewandhaus in Leipzig, der Berliner Philharmonie, dem Wiener Musikverein, dem Wiener Konzerthaus, dem Festspielhaus Salzburg, dem Concertgebouw in Amsterdam sowie in der Royal Festival Hall in London auf.
Paleczny wurde mit der Gloria-Artis-Medaille für kulturelle Verdienste und mit dem Komturkreuz des Polonia-Restituta-Ordens sowie mit dem mexikanischen Orden vom Aztekischen Adler ausgezeichnet.